# Бригіда Фроштенга-Кмецик
Бригіда Фроштенга-Кмецик (пол. Brygida Frosztęga-Kmiecik; 25 січня 1981, Лендзіни — 23 жовтня 2014, Катовиці) — польська режисерка та журналістка, випускниця Школи Анджея Вайди. Знімає документальні фільми для Польського центру телебачення в Катовицях, телеканалів TVP1, TVP2, Polonia. Її фільми «Громадянка Доротка» (2009) та «Вперте бажання жити» (2011) вибороли нагороди на фестивалях і конкурсах.

## фільмографія
- Громадянка Доротка (2009)
- Вперте бажання жити (2011)
- Дивне кіно (2013)